# Daniel Joe
Daniel Joe (ur. 29 maja 1990) – piłkarz papuaski grający na pozycji obrońcy.

## Kariera klubowa
Karierę piłkarską Joe rozpoczął w klubie Hekari United. W jego barwach zadebiutował w pierwszej lidze papuaskiej w 2011. Z Hekari wywalczył tytuł mistrza Papui-Nowej Gwinei w 2012.

## Kariera reprezentacyjna
W reprezentacji Papui-Nowej Gwinei Joe zadebiutował 2 czerwca 2012 w przegranym 0-1 meczu z Wyspami Salomona w Pucharze Narodów Oceanii 2012, który był jednocześnie częścią eliminacji Mistrzostw Świata 2014. Został powołany na Puchar Narodów Oceanii 2024.